# Klaus Ludwiczak
Klaus Ludwiczak (* 21. Oktober 1951 in Köln) ist ein ehemaliger deutscher Hockeyspieler. Er war 1978 Europameister im Freien sowie 1973 und 1975 Weltmeisterschaftsdritter.  

## Sportliche Karriere
Klaus Ludwiczak bestritt zwischen 1973 und 1980 insgesamt 51 Länderspiele für die deutsche Nationalmannschaft, davon 9 in der Halle. Bis 1976 war Ludwiczak in der Regel Ersatztorwart hinter Wolfgang Rott. Bei der Weltmeisterschaft 1973 in Amstelveen gewann die deutsche Mannschaft die Bronzemedaille. 1974 bei der Europameisterschaft in Madrid erhielt die deutsche Mannschaft die Silbermedaille. Ein Jahr später bei der Weltmeisterschaft 1975 in Kuala Lumpur gewann die deutsche Mannschaft wie 1973 die Bronzemedaille. 1976 bei der Hallenhockey-Europameisterschaft siegte die deutsche Mannschaft mit den Torhütern Klaus Ludwiczak und Jürgen Stemmler. Bei den Olympischen Spielen 1976 in Montreal wurde Ludwiczak in vier Spielen eingesetzt, die deutsche Mannschaft belegte am Ende den fünften Platz. Zwei Jahre später bei der Europameisterschaft 1978 in Hannover gewann die deutsche Mannschaft den Titel nach der Verlängerung des Endspiels gegen die Niederländer. Ludwiczak war bei diesem Turnier Stammtorwart, Ersatzmann war Franz Schweisz.
Klaus Ludwiczak spielte für den KTHC Stadion Rot-Weiss in Köln, mit dem er von 1972 bis 1974 drei deutsche Meister-Titel im Freien gewann. 1974 und 1978 gewannen die Kölner den Hallen-Titel.